# فرنسيسكو زونيغا
فرنسيسكو زونيغا (بالإسبانية: Francisco Zúñiga)‏ هو نحات ورسام وفنان مكسيكي وكوستاريكي، ولد في 27 ديسمبر 1912 في سان خوسيه في كوستاريكا، وتوفي في 9 أغسطس 1998 في Tlalpan ‏ في المكسيك.

## وصلات خارجية
- الموقع الرسمي
- فرنسيسكو زونيغا على موقع الموسوعة البريطانية (الإنجليزية)